# Minetto (Nowy Jork)
Minetto – miasto w Stanach Zjednoczonych, w stanie Nowy Jork, w hrabstwie Oswego.